# 1143.5-ös tervszámú repülőgép-hordozó cirkáló

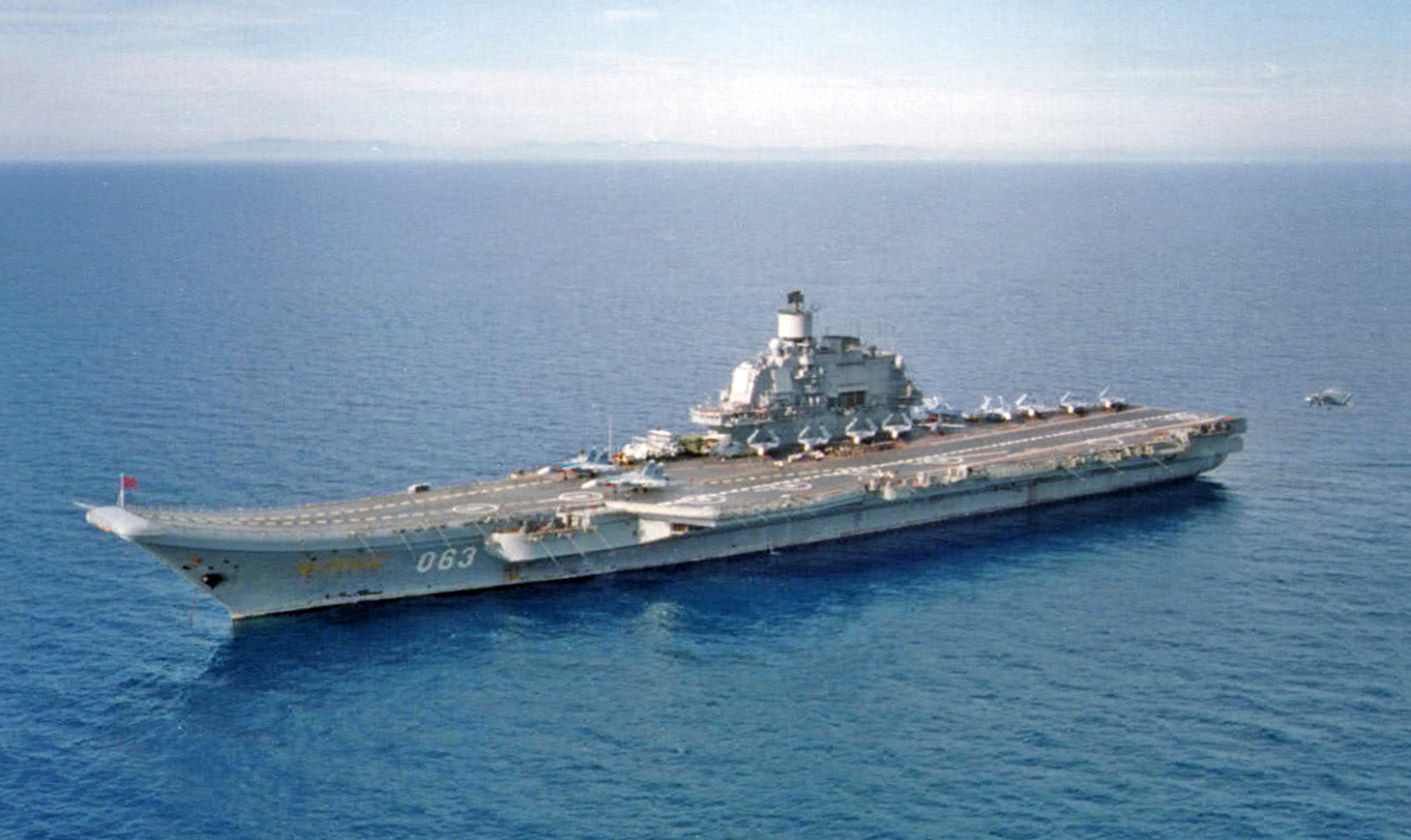
Az Admiral Kuznyecov repülőgép-hordozó

Admiral Kuznyecov osztály (korábban Brezsnyev osztály, majd Kreml osztály) a Szovjet Haditengerészet 1143.5 tervszámú repülőgép-hordozói által alkotott hajóosztály. Csak egy befejezett és szolgálatba állított tagja van, az Admiral Kuznyecov repülőgép-hordozó. Az osztály második tagja, a Varjag befejezetlen maradt, 2002-ben Ukrajna eladta Kínának.

## Az osztály egységei

### Admiral Kuznyecov
Az osztály első és egyetlen befejezett, névadó egysége az Admiral Kuznyecov. A mai Ukrajna területén, Nyikolajevben (ma: Mikolajiv) építették. 1985-ben bocsátották vízre és 1995-ben állt szolgálatba. Szolgálatba állításáig többször átnevezték. Kezdetben Kreml, Tbiliszi, majd Leonyid Brezsnyev volt a neve. Az Admiral Kuznyecov jelenleg az Orosz Haditengerészet egyetlen üzemképes repülőgép-hordozója.

### Liaoning

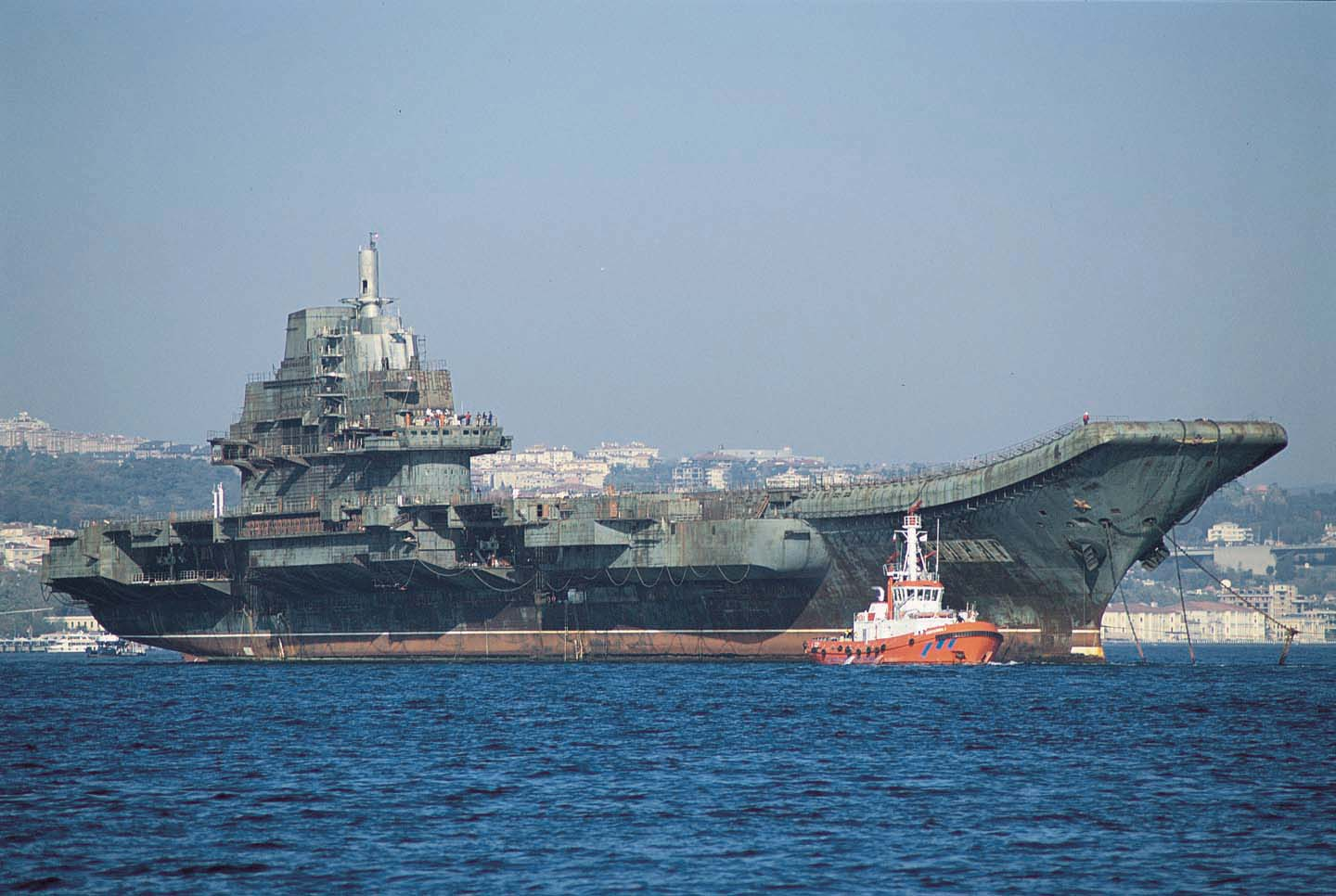
A Varjag Kínába vontatása során, Isztambul partjainál

A nyikolajevi hajógyárban kezdték el építeni, kezdetben Riga néven. 1988-ban bocsátották vízre, ekkor kapta a Varjag nevet. A Szovjetunió felbomlása után ukrán tulajdonba került. 1992-ben felhagytak az építésével. A hajótest teljesen elkészült, de a fegyverzetet, a hajtóműveket és az elektronikai berendezéseket már nem szerelték be. Több évig Mikolajivben állt befejezetlenül. Később, a 2000-es évek elején a hajó közvetítőkön keresztül Kínába került, ahol 2012-re fejezték be az építését és adták át a kínai haditengerészetnek. Ekkor a Liaoning nevet kapta a tartomány után, ahol a munkálatokat végezték.

## Műszaki jellemzői
A hajótest a Kijev osztályú (1143-as tervszámú) repülőgép-hordozók konstrukcióján alapul, de annál nagyobb. A fedélzet elülső része is a repülő-fedélzet része, eltérően a Kijev osztálytól, ahol a rakétafegyverzet kapott helyet. A repülő-fedélzet lényegében a hagyományos repülőgép-hordozók repülő-fedélzetét követi, de a hajóorrban egy 12 fokos emelkedésű síugrósánc típusú felszállópálya helyezkedik el, mely a rövid felszállási úthosszt biztosítja, kiváltva ezáltal a katapult használatát. A hajótest jobb szélén két lift gondoskodik a repülőgépek repülő-fedélzet és a fedélzeti hangárszint közti mozgatásáról. Az egyik lift a torony előtt, a másik a torony mögött kapott helyet.
A hajó meghajtásáról nyolc kazán gondoskodik, melyek négy, egyenként 37 MW-os (50 ezer LE-s) gőzturbinát hajtanak. A gőzturbinák - a segédberendezések mellett - négy, állandó állásszögű hajócsavart forgatnak. A hajó maximális sebessége 29 csomó (54 km/h), maximális sebesség mellett egyszeri feltöltéssel 6100 km-t képes megtenni. 18 csomós sebesség mellett a hatótávolsága 13 700 km.

## Külső hivatkozások
- Az Admiral Kuznyecov-osztály a FAS.org oldalán (angolul)